# Телевидение с медленной развёрткой

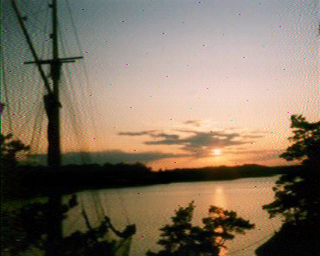
Изображение, полученное после декодирования передачи

Малокадровое телевидение, телевидение с медленной развёрткой (англ. slow-scan television, SSTV), телевидение с малоподвижным изображением (англ. still-picture television, SPTV) — телевидение, в котором временной интервал между воспроизводимым изображением и воспроизведением изменённой версии этого же изображения или нового изображения, составляющего часть последовательности изображений, превышает, обычно значительно, обычный период кадров. Может быть реализовано в виде малокадрового (узкополосного) телевидения — вида прикладного (замкнутого) телевидения, в котором изображение преобразовывается в сигнал с ограниченной полосой частот. Критерий узкополосное определяется по ширине спектра телевизионного сигнала (узкополосные и широкополосные); критерий малокадровое определяется по виду развертки изображения (малокадровые и многокадровые). Малокадровое телевидение делится на электронное и оптико-механическое.
В отличие от вещательного телевидения, требующего полосы пропускания шириной более 5 МГц и передающего 25 или 30 кадров в секунду, телевидение с медленной развёрткой позволяет передавать как обобщённое движение с низким разрешением, так и неподвижные фотографии высокого качества в узкой полосе частот (аналогично факсу). В последнем случае неподвижный снимок, сделанный с моментальной выдержкой, может передаваться в течение минут или часов по узкополосному каналу. Технология нашла широкое применение в эпоху раннего освоения космоса, а в настоящее время используется радиолюбителями для передачи неподвижных изображений с помощью коротковолновой или ультракоротковолновой связи. В современной радиолюбительской практике используется передача SSTV в полосе от 1 до 3,2 кГц, возможна передача и в более узкой полосе, так передача изображений обратной стороны Луны станцией Луна-3 велась в полосе 400 Гц.

## Историческая справка
SSTV предшествовал радиофакс, широко использовавшийся для передачи изображений в 1930-70-х годах. Концепция телевидения с медленной развёрткой была предложена в СССР С. И. Катаевым в 1934 году. В США аналогичная идея была выдвинута американским радиолюбителем Копторном Макдональдом (англ. Copthorne Macdonald) в 1957 году. Первоначально для отображения использовались дисплеи со сверхдолгим послесвечением или скиатроны. Это позволяло изображению оставаться на экране в течение всего времени передачи кадра и уменьшить мерцание при трансляции движущегося изображения с низкой кадровой частотой. С развитием интегральной микроэлектроники изображение начали сохранять в полупроводниковой памяти ОЗУ.

### Исследования космоса

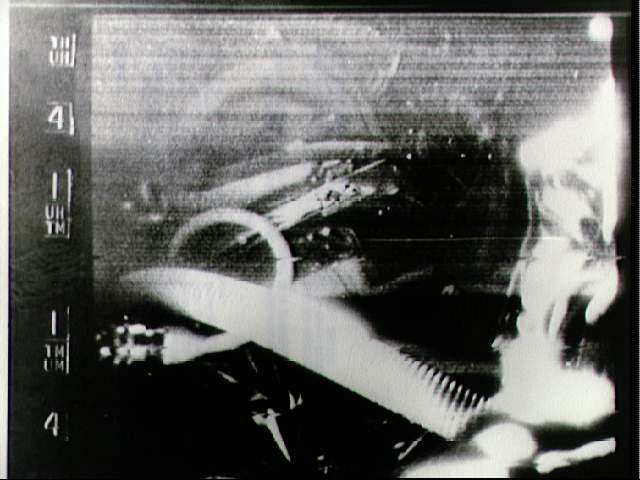
Кадр из передачи с Меркюри-Атлас 9, запечатлевший астронавта Гордона Купера

Телевидение с медленной развёрткой впервые реализовано в фототелевизионных системах. Одна из первых таких систем «Енисей» использовалось для передачи снимков обратной стороны Луны во время экспедиции советской межпланетной станции Луна-3. Этой системой удалось передать по узкополосному радиоканалу неподвижные фотографии с чёткостью, недоступной обычным системам телевидения тех лет.
Уже в 1957 году в ленинградском ВНИИ-380 начались работы по созданию системы «Селигер», предназначенной для передачи движущегося изображения с космических аппаратов на Землю. За счёт невысокого разрешения в 100 строк и кадровой частоты всего 10 кадров в секунду удалось наладить передачу чёрно-белого изображения по узкому каналу, устойчивому при малой мощности передатчика и больших расстояниях. Впервые система была использована во время полёта собак Белка и Стрелка, а позднее она передала телевизионное изображение первого человека в космосе, которым стал Юрий Гагарин. Кроме передачи движущегося изображения на видеоконтрольные устройства, система предусматривала его регистрацию на 35-мм киноплёнку.
Аналогичная система использовалась NASA во время полёта миссии Меркурий-Атлас-9 в 1963 году. Камера, установленная на корабле, передавала один кадр с разрешением в 320 строк каждые 2 секунды, позволяя командному центру наблюдать за лицом астронавта Гордона Купера (см. снимок). В лунной программе использовались усовершенствованные камеры RCA и Westinghouse, передававшие с таким же разрешением 320 строк 10 кадров в секунду.

## Современные системы
Современные системы телевидения с медленной развёрткой используют персональный компьютер и соответствующее программное обеспечение для формирования сигнала, выводимого обычно через аналоговый выход звуковой карты. Ввод изображения может быть сделан при помощи цифрового фотоаппарата, сканера или веб-камеры.